# Økumenisk Ungdom
Økumenisk Ungdom er en tidligere tværkirkelig netværksorganisation for en række ungdomsforeninger og enkelte individer, der arbejdede på kirkelig fornyelse og at styrke fællesskaber på tværs af konfessionelle skel. Organisationen var medlem af World Student Christian Federation (WSCF) og Evangelical Youth Council of Europe (EYCE), hvor organisationen repræsenterede Danmark. Desuden deltog organisationen i det fællesnordiske og baltiske samarbejde NCC. 
Økumenisk Ungdom havde i en årrække omkring 300 medlemmer under 30 år og havde landskontor på Det Økumeniske Center i Århus.
Økumenisk Ungdom udgav desuden Magasinet ANNO årligt i november måned.
Økumenisk Ungdom blev i 2016 nedlagt som forening. I 2013 mistede Økumenisk Ungdom tipstilskuddet, og som en konsekvens af dette besluttede Økumenisk Ungdoms generalforsamling at ændre på strukturen i organisationen og ophøre med at være paraplyorganisation.
Økumenisk Ungdom gik i 2015 i dialog med KFUM & KFUK i Danmark for at drøfte, om KFUM & KFUK ville kunne overtage, styrke og videreudvikle det økumeniske arbejde, Økumenisk Ungdom har udført. Dialogen mundede ud i et forslag til Økumenisk Ungdoms generalforsamling om at nedlægge foreningen og overdrage Økumenisk Ungdoms aktiviteter og midler til KFUM & KFUK. Forslaget blev vedtaget og efterfølgende bekræftet på en ekstraordinær generalforsamling. 
KFUM og KFUK har en stor kontaktflade blandt studerende og er samtidig en økumenisk bevægelse og har i øvrigt som organisation været en nær samarbejdspartner for Økumenisk Ungdom. Endvidere har organisationen historisk set haft stort slægtskab med de organisationer, som stiftede Kirketjenesten i Danmark, der senere blev til Økumenisk Ungdom.
KFUM og KFUK har overtaget Økumenisk Ungdoms medlemskab af World Student Christian Federation (WSCF) og har bl.a. videreført Økumenisk Ungdoms årlige rejse til det økumeniske kloster Taizé i Sydfrankrig.

## Medlemmer af Økumenisk Ungdom
Foruden enkeltmedlemmer var følgende foreninger og grupper medlemmer af Økumenisk Ungdom:
- Brorsons Kirke
- Danmissions Unge
- Folkekirkens Nødhjælps Frivillignetværk
- IKON
- InTrosForum (Pedersborg Kirke)
- Kirken på Gaden (Aarhus)
- Natkirken ved Københavns Domkirke
- Nødhjælpens Ungdom
- Open Space
- Taizé-netværket
- Ugerløse Kirkes Ungeudvalg
- Vineyard København
- YFC Bounce
- Det Økumeniske Center i Århus
- Århus Studentermenighed og SMÅ-koret